# Route nationale 807
Die Route nationale 807, kurz N 807 oder RN 807, war eine französische Nationalstraße, die von 1933 bis 1973 in zwei Teilen zwischen Pré-en-Pail und Pontaubault verlief. 1978 übernahm die Route nationale 176 die Nationalstraße 807 bis auf den Abschnitt zwischen Domfront und Mortain, wo sie die Route nationale 808 übernahm. 2006 wurden diese Abschnitte abgestuft. Die Gesamtlänge der N 807 betrug 80 Kilometer.